# Fričkovský potok
Fričkovský potok je potok na pomezí geomorfologického celku Čergov a geomorfologického celku Ondavská vrchovina v regionu Šariš v Prešovském kraji v okrese Bardejov na Slovensku. Je pravostranným přítokem řeky Sekčov a má délku 7,5 km.

## Průběh toku
Pramení v 891 m n. m. v západním okraji území obce Fričkovce v lesním extravilánu jihovýchodně od vrchu Čergov na jižním úpatí lesa Čierne blato v okrese Bardejov v Prešovském kraji .
Od pramene teče východním směrem přes lesní extravilán později smíšený se zemědělským extravilánem, levým břehem omývá les Čierne blato, pravým břehem omývá úpatí lesa Pod dierami, v 751 m n. m. přibírá levostranný bezejmenný přítok v sušším období bez vody. Levým břehem omývá úpatí lesa Javorina, v 624 m n. m. přibírá pravostranný bezejmenný přítok, pravým břehem omývá les Zápač, levým břehem les Sluň, levým břehem les i pole Mlynská hora, pravým břehem pastvinu Vlčí dol. V 479 m n. m. vtéká do intravilánu Fričkovcí, přetéká přes intravilán na jehož dolním konci vtéká na území obce Osikov, teče v původním směru na východ přes zemědělský extravilán, v 357 m n. m. podtéká cestu z Osikova do obce Bartošovce. Levým břehem omývá pole Pod rúbaňou, v 330 m n. m. přibírá pravostranný přítok Osikovský potok, v 329 m n. m. vtéká na území obce Vaniškovce, v 326 m n. m. podtéká železniční trať Prešov - Bardějov a ústí do Sekčova jako jeho pravostranný přítok. Sekčov dále ústí do Torysy.
Pramení a protéká na území obce Fričkovce, pokračuje přes území obce Osikov a ústí na území obce Vaniškovce v okrese Bardejov v Prešovském kraji. Má jeden důležitější přítok: Osikovský potok.

## Původ názvu
Jmenuje se podle obce Fričkovce, na jejímž území potok pramení a protéká. Osadní název Fričkovce má původ v osobním jménu Frič/Fritsch jako obec vybudovaná usedlíky se šoltýsem Fričem podle zákupného práva. 
Osikovský potok je jako dvoučlenné hydronymum atributivního typu složené z přídavného jména a z podstatného jména součástí velmi početné skupiny takových názvů ve slovenské toponymii, zejména hydronymii. Hydronymum Fričkovský potok bylo standardizováno v roce 1975. V současné slovenské standardizované hydronymii je hydronymum Fričkovský potok jedinečným názvem (únor 2024).